# Lagan (Belfast Lough)
Der Lagan (irisch An Lagáin; in der Antike Logia) ist ein Fluss in Nordirland.
Er entspringt am Slieve Croob in den Bergen des County Down und fließt etwa 60 km über Dromara, Dromore, Moira und Lisburn nach Belfast. Dort mündet er in den Belfast Lough (Bucht von Belfast).
Nebenflüsse sind der Ravernet, der Carryduff und der Farset. 1994 entstand ein Wehr in Belfast, das Lagan Weir, um den Wasserstand konstant zu halten. Ab hier wird der Fluss zum Ästuar.
Sowohl in Lisburn als auch in Belfast wurde die Innenstadt dadurch aufgewertet, dass das Lagan-Ufer neu bebaut wurde. In Belfast wurde dazu 1989 die Laganside Corporation gegründet. Es entstand unter anderem die Waterfront Hall, mit 2.250 Plätzen größter Konzertsaal Nordirlands, eröffnet 2001 sowie die Odyssey Arena, eine Mehrzweckhalle.
Sowohl der Queen's University Belfast Boat Club als auch andere Vereine betreiben Wassersport auf dem Lagan.

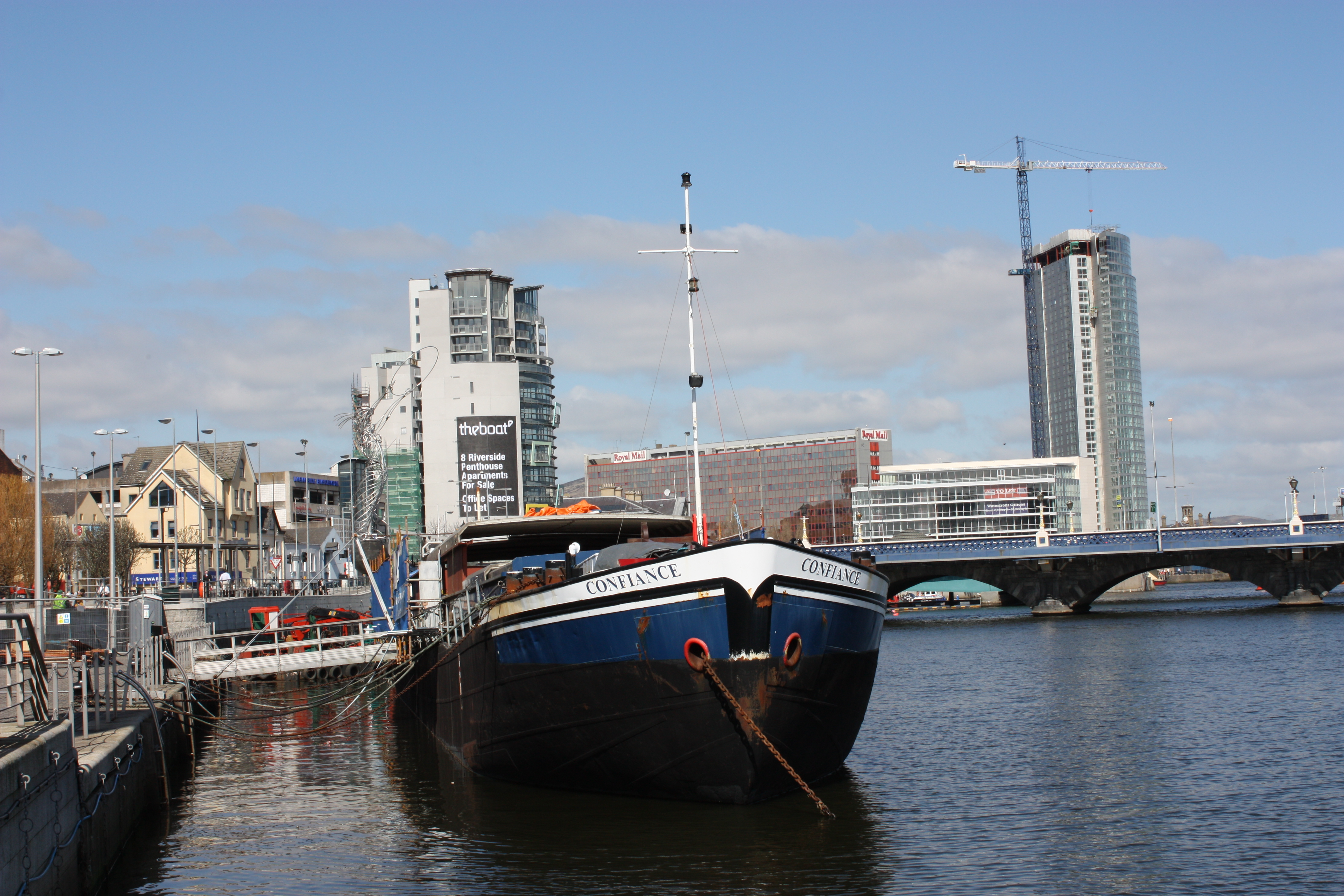
Der Lagan am Lanyon Place in Belfast
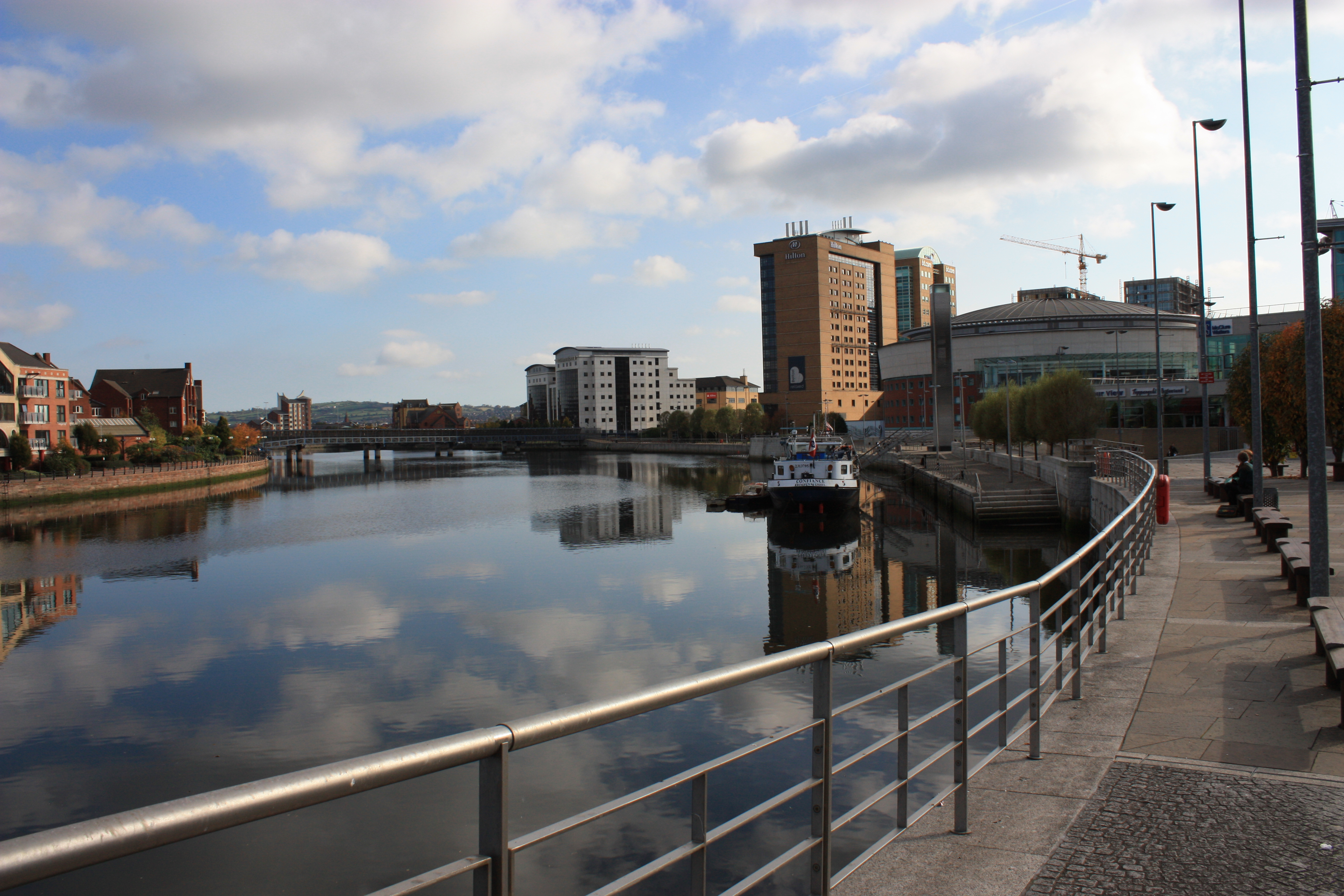
Der Lagan in Belfast
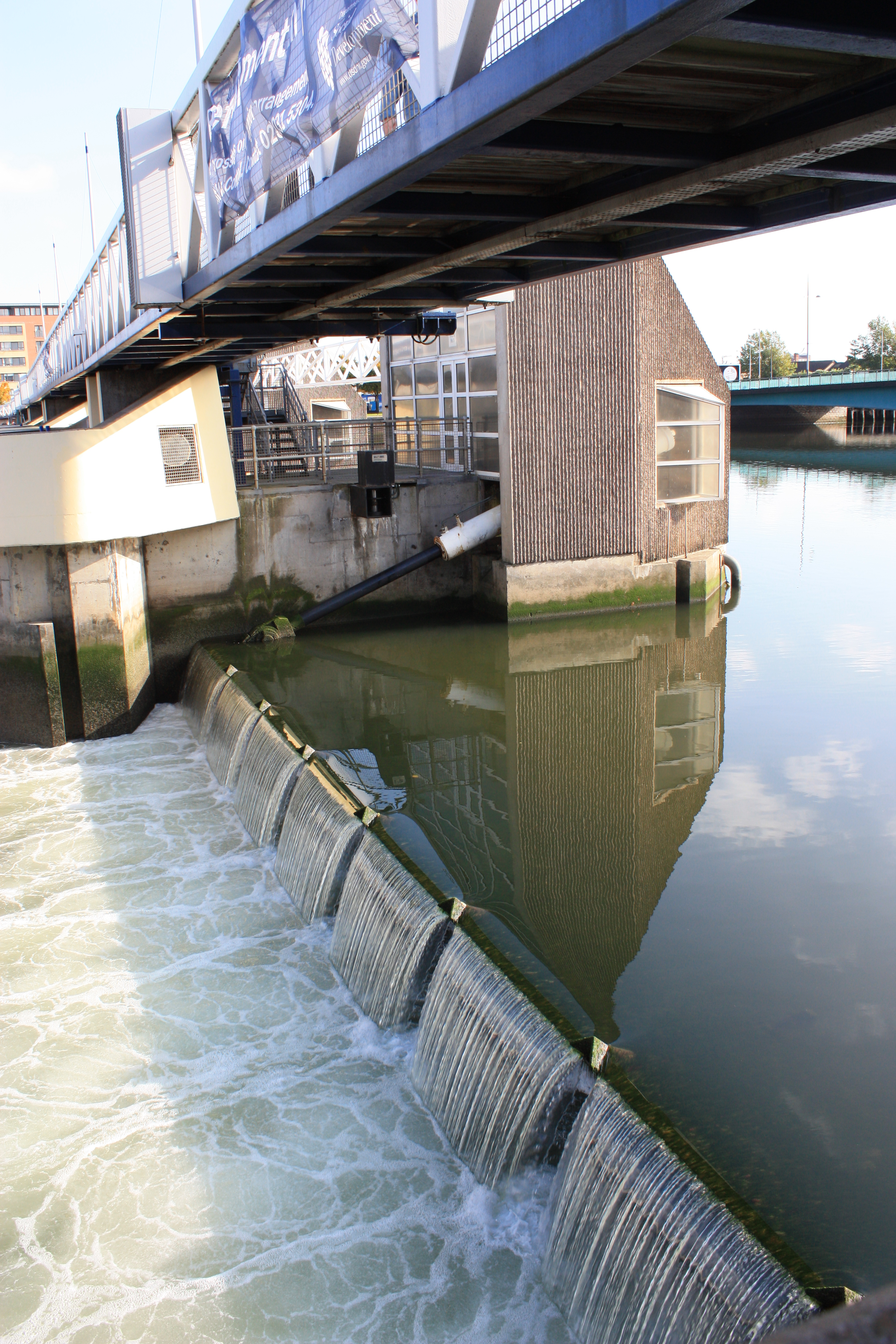
Das Wehr des Lagan in Belfast